# A Arte do Insulto (espetáculo de stand-up comedy)
A Arte do Insulto é um espetáculo de stand-up comedy apresentado pelo humorista Rafinha Bastos, entre os anos de 2006 e 2010. O nome do espetáculo é uma referência direta ao álbum A Arte do Insulto do grupo musical Matanza, lançado em 2006.

## Informações
A Arte do Insulto é o primeiro show solo de Bastos após fazer parte de apresentações com o grupo Clube da Comédia Stand-Up, fundado em 2005. Em 24 de Março de 2011, uma das últimas apresentações de A Arte do Insulto foi lançada em DVD e no mesmo dia, foi transmitida na íntegra pelo You Tube a partir das 22h00. Para o DVD, o espetáculo foi gravado no bar Comedians em São Paulo, em Dezembro de 2010.

## Repercussão

### Performance comercial do DVD
Com o lançamento do DVD, A Arte do Insulto obteve uma repercussão maior por parte de público e crítica especializada. Em vinte dias, o DVD obteve mais que 15 mil cópias vendidas e em três meses, alcançou 25 mil, conquistando o disco de ouro.

### Piadas polêmicas e veto do DVD
Em A Arte do Insulto, Bastos faz piadas com temas diversos como pena de morte, religião, estilos musicais, família e televisão, porém duas delas geraram polêmica: uma envolvendo a APAE e os deficientes, e outra sobre a população do estado de Rondônia. Sobre a repercussão negativa causada pela primeira piada, em que ele diz que tinha usado um preservativo com efeito retardante levando a internar seu pênis na APAE, a instituição entrou com um processo contra Bastos e no dia 1 de Fevereiro de 2012, quase um ano após o seu lançamento, o DVD foi retirado de circulação por decisão judicial, além de ter sido determinado sua retirada das lojas de todo o país num prazo de vinte dias, caso contrário, Bastos pagaria R$ 20 mil de multa por dia, assim como também poderia ser multado no valor de R$ 30 mil se voltasse a fazer piadas verbais ou escritas envolvendo a instituição ou os deficientes. Quatro dias depois, como resposta a proibição da justiça, Bastos publicou um vídeo em seu canal oficial no You Tube, em que o mostra distribuindo o DVD de graça em diversos pontos do centro de São Paulo. Em 9 de Junho de 2013, Bastos postou a apresentação em seu canal oficial no You Tube, porém a parte em que o humorista conta a piada envolvendo a instituição, foi cortada. Em 20 de Fevereiro de 2014, Bastos acabou vencendo em primeira instância a disputa judicial, pois foi alegado que o humorista agiu em exercício de liberdade de expressão e manifestação artística. Quatro dias depois, como resposta à decisão, a APAE publicou um vídeo em que deficientes e seus familiares pedem para que o humorista os chamem de retardados.
Já a repercussão causada pela piada sobre a população de Rondônia, em que ele diz que as pessoas de lá são feias e têm que ganhar dinheiro com turismo, Bastos constatou durante uma entrevista no Programa do Ratinho em 11 de Julho de 2013, que acabou recebendo dezessete processos do estado por conta da piada. Além dos processos, o humorista também teve o seu show que faria em Porto Velho, capital do estado, cancelado.

## Créditos
Show
- Rafinha Bastos – roteirista, produtor

DVD
- Leonardo Liberti – diretor
- Érica Pacheco – produtora executiva
- Eduardo Galeno – diretor de fotografia
- Hamilton Boldrini – editor
- Sarah Stutz – capa
- Joe Black – música

## Vendas e certificações
| Região        | Certificação | Vendas/distribuição |
| ------------- | ------------ | ------------------- |
| Brasil (ABPD) | Ouro         | 25.000              |